# Zygmunt Wasserab
Zygmunt Jan Wasserab (ur. 8 marca 1890 w Stryju, zm. 8 kwietnia 1972 w Warszawie) – polski prawnik i wojskowy, doktor prawa, oficer Legionów Polskich, pułkownik intendent Wojska Polskiego. Inicjator, założyciel i działacz klubu piłkarskiego Legia Warszawa, działacz piłkarski i sportowy, bankowiec.

## Życiorys

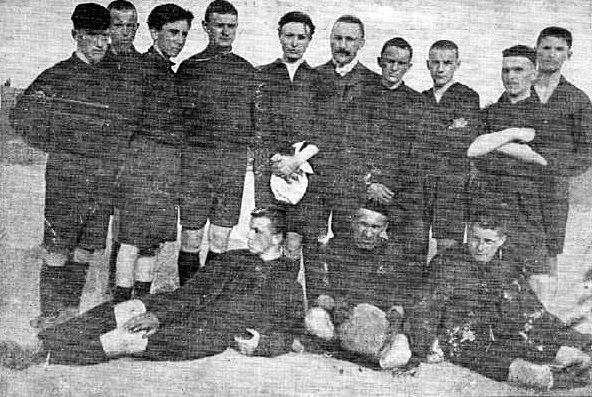
Piłkarze Pogoni Stryj w 1908. Piąty od lewej stoi Zygmunt Wasserab

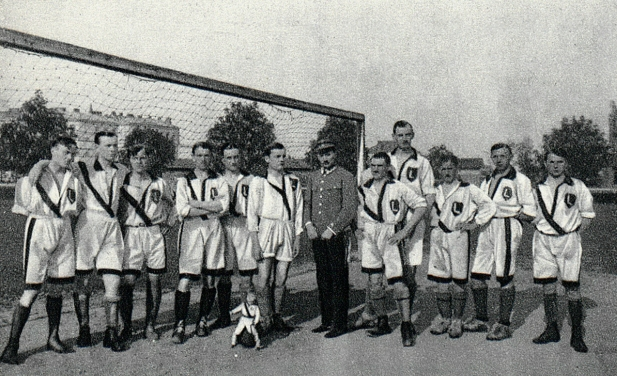
Ekipa Legii w 1917. W środku w mundurze stoi Zygmunt Wasserab

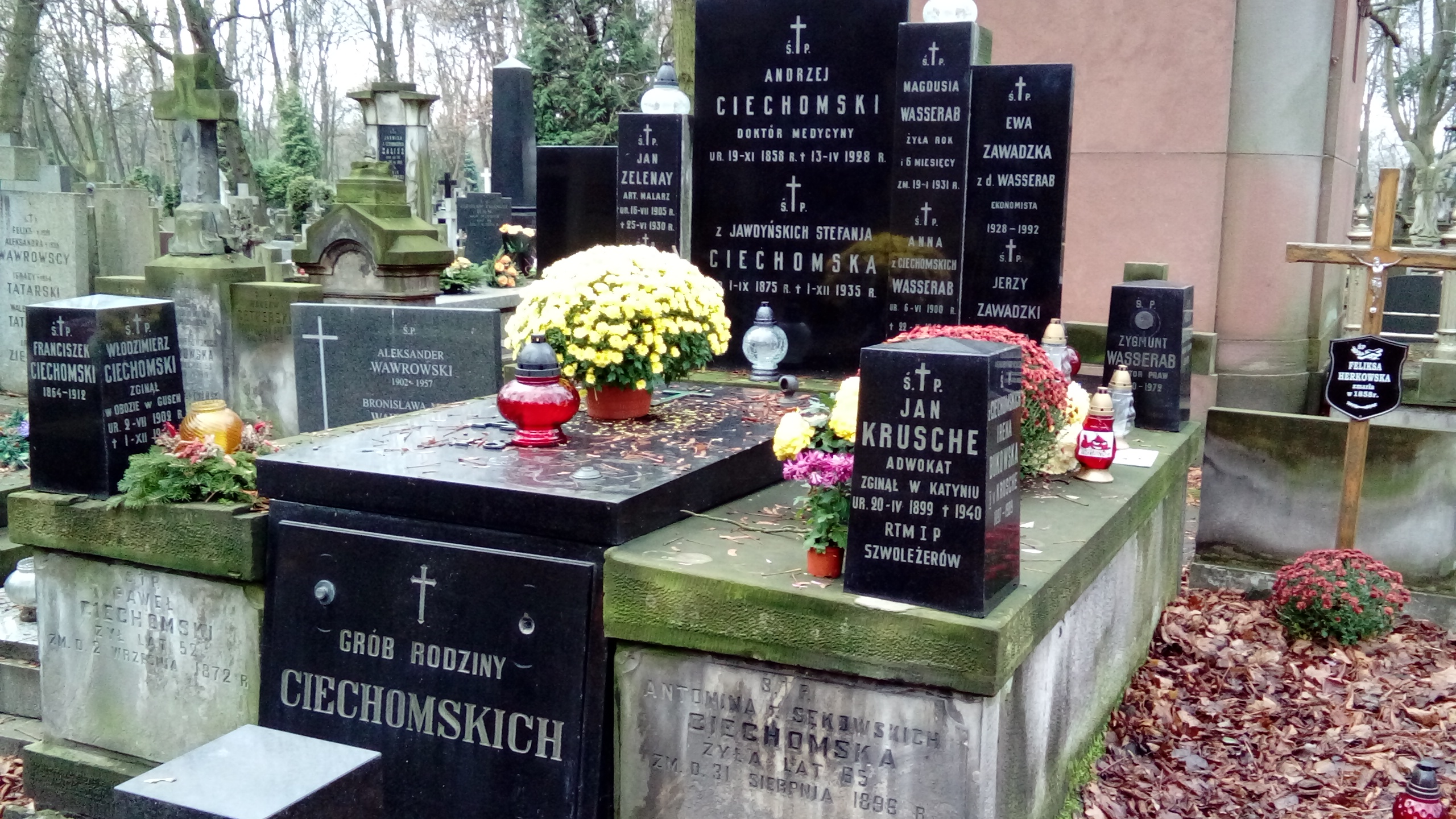
Grób Zygmunta Wasseraba na cmentarzu Powązkowskim

Urodził się 8 marca 1890 jako syn Romana i Wilhelminy. W 1909 ukończył C. K. Gimnazjum w Stryju. W rodzinnym mieście był piłkarzem klubu Pogoń Stryj. Rozpoczął studia prawa na Uniwersytecie Wiedeńskim, które kontynuował na Wydziale Prawa Uniwersytetu Franciszkańskiego we Lwowie i w 1914 uzyskał absolutorium.
Po wybuchu I wojny światowej w 1914 wstąpił do Legionów Polskich. Jako szeregowiec służył w 3 pułku piechoty w składzie II Brygady. Następnie przeszedł do intendentury i służył jako podoficer rachunkowy w Komendzie Legionów Polskich. Brał udział w formowaniu III Brygady. Od końca sierpnia 1915 przebywał w Szpitalu Garnizonowym nr 15 w Krakowie i Domu Ozdrowieńców w Kamieńsku. Mianowany chorążym rachunkowym 1 lipca 1915, następnie awansowany na podporucznika rachunkowego 18 sierpnia 1916. Służył w kancelarii rachunkowej Komendy Legionów Polskich. W marcu 1916 wraz z innymi legionistami był inicjatorem i założycielem zespołu piłkarskiego pod nazwą Drużyna Legionowa. Podczas pobytu w Warszawie od końca 1916 w funkcji wiceprezesa klubu organizował mecze drużyny. Po kryzysie przysięgowym wstąpił do Polskiego Korpusu Posiłkowego. Przy usiłowaniu przekroczenia frontu pod Rarańczą w połowie lutego 1918, został aresztowany przez Austriaków i następnie był sądzony w procesie oskarżonych legionistów w Marmarosz-Sziget od czerwca do września 1918. W wyniku abolicji cesarskiej odzyskał wolność 2 października 1918 roku.
31 października 1918 roku został przyjęty do Wojska Polskiego z zatwierdzeniem posiadanego stopnia podporucznika i przydzielony do Sekcji Gospodarczej Ministerstwa Spraw Wojskowych w Warszawie. Następnie pełnił służbę na stanowisku szefa Sekcji Poborów Należności Departamentu IV Gospodarczego Ministerstwa Spraw Wojskowych. 3 maja 1922 roku został zweryfikowany w stopniu podpułkownika ze starszeństwem z dniem 1 czerwca 1919 roku i 15. lokatą w korpusie oficerów intendentów. W 1923 był szefem wydziału w Departamencie VII Intendentury MSWojsk. Do kwietnia 1924 roku służył jako zastępca szefa Szefostwa Intendentury Dowództwa Okręgu Korpusu Nr V w Krakowie, a następnie zastępcy szefa 5 Okręgowego Szefostwa Intendentury w Krakowie. 1 grudnia 1924 roku awansował na pułkownika ze starszeństwem z 15 sierpnia 1924 roku i 8. lokatą w korpusie oficerów intendentów. W Krakowie dokończył studia prawa na Wydziale Prawa Uniwersytetu Jagiellońskiego i uzyskał tytuł naukowy doktora prawa.
W okresie niepodległej Polski zaangażował się w działalność piłkarską. Wraz z grupą oficerów Wojska Polskiego (byłych legionistów) w 1920 powołał Wojskowy Klub Sportowy Warszawa, który w 1922  z inicjatywy Zygmunta Wassaraba i Jerzego Misińskiego został przemianowany na Wojskowy Klub Sportowy „Legia” Warszawa, Zasiadł w zarządzie klubu i pełnił funkcję wiceprezesa. Poczynił starania utworzenia boiska Legii przy obecnej ulicy Myśliwieckiej. Na wiosnę 1926 stanął na czele specjalnej komisji boiskowej, w której udział miałyby wszystkie warszawskie kluby wojskowe, dzięki czemu Legia znów weszła w zarządzanie terenami na której miał zostać wybudowany reprezentacyjny Stadion Wojskowy. Wskutek pośrednictwa Wasseraba w 1926 prezesem Legii został jego były towarzysz legionowy, Roman Górecki. Ponadto był działaczem Polskiego Związku Piłki Nożnej (sprawował stanowisko wiceprezesa) i Polskiego Komitetu Olimpijskiego. Był drugim w historii prezesem polskiej Ligi Piłki Nożnej od 8 stycznia 1928 do 19 stycznia 1929. Na przełomie lat 20./30. był wiceprezesem Polskiego Touring Klubu.
Zasiadł w prezydium komitetu organizacyjnego zjazdu byłych więźniów politycznych (ideowych) z lat 1914–1921, w dniu 13 listopada 1927. 31 maja 1928 roku został przeniesiony z dyspozycji komendanta kadry oficerów służby intendentury w stan nieczynny na okres dwunastu miesięcy. Pozostając w stanie nieczynnym został zatrudniony w Banku Gospodarstwa Krajowego na stanowisku dyrektora departamentu i zastępcy dyrektora banku. Z dniem 31 maja 1929 roku został przeniesiony do rezerwy. W 1934 roku pozostawał w ewidencji Powiatowej Komendy Uzupełnień Warszawa Miasto III z 1. lokatą na liście starszeństwa oficerów rezerwy intendentów.
W 1937 roku zasiadał w Centralnej Komisji Oszczędnościowo-Oddłużeniowej, która działała m.in. na rzecz gmin miast Husiatyn, Niemirów, Kłobuck, Kozienice oraz Powiatowego Związku Samorządowego w Ostrołęce
W czasie kampanii wrześniowej 1939 roku był szefem Biura Cenzury Sprawozdań Rachunkowych. Przedostał się na Węgry. Tam był internowany. Działał w tajnych strukturach Związku Walki Zbrojnej i Armii Krajowej w ramach zgrupowania „Liszt”, zajmującego się przerzutem transgranicznym i organizowaniem kurierów. Po zajęciu Węgier przez Niemców był osadzony w obozie Eger, a po przewiezieniu na tereny niemieckie był przetrzymywany w niemieckich obozach Genshagen i Luckenwalde w ramach obozu Sachsenhausen.
Po zakończeniu wojny w 1945 powrócił do Polski. Działał w przy reaktywacji Banku Gospodarstwa Krajowego, a od końca 1945 był członkiem Komisji Likwidacyjnej Banku Emisyjnego w Polsce. Od połowy 1948 do 1950 pełnił funkcję radcy Finansowego przy Polskiej Misji Wojskowej w Berlinie.
Zmarł 8 kwietnia 1972 w Warszawie. Został pochowany w grobowcu rodziny Ciechomskich na cmentarzu Powązkowskim w Warszawie (kwatera 52-3-12,13).
Jego żoną była Anna z domu Ciechomska (1900–1949).

## Ordery i odznaczenia
- Krzyż Niepodległości (9 listopada 1931)[22]
- Krzyż Oficerski Orderu Odrodzenia Polski (2 maja 1923)[6][23][24][25]
- Krzyż Walecznych[6]
- Złoty Krzyż Zasługi (dwukrotnie: 19 marca 1931[26], 11 listopada 1937[27])
- Medal Pamiątkowy za Wojnę 1918–1921
- Medal Dziesięciolecia Odzyskanej Niepodległości